# Бун, Дарнелл
Дарнелл Бун (англ. Darnell Boone; род. 21 января 1980, Янгстаун, Огайо) — американский боксёр-профессионал, джорнимен, выступающий в полутяжёлой весовой категории.
Дарнелл Бун известен тем, что отправлял в нокдаун чемпионов мира таких как Андре Уорд, Сергей Ковалёв и нокаутировал в первом бою чемпиона мира Адониса Стивенсона, а также работал в качестве спарринг-партнёра с чемпионом мира в среднем весе казахстанцем Геннадием Головкиным.

## Профессиональная карьера
Бун дебютировал на профессиональном ринге в 2005 году и уже с первого года выступлений, чередовал победы с поражениями. Не имея сильного промоушена, выходил на ринг как джорнимен.

### Бой с Андре Уордом
19 ноября 2005 состоялся бой между Дарнеллом Буном и Андре Уордом. Бой вышел крайне тяжёлый для обоих бойцов. В 4 раунде Буну удалось послать олимпийского чемпиона в нокдаун. Это был первый нокдаун в карьере Уорда. Но бой единогласным решением судей выиграл Андре Уорд. После боя Бун сказал: «Он хороший боец, но я всё чувствую, что избил его. Уорд выиграл у меня первые три раунда и опустил руки, я выиграл последние три, при этом отправив его на пол. К этому бою, у Буна был опыт всего 8-и поединков на профи-ринге».
После поражения от Уорда, Бун выиграл 4 поединка подряд, среди которых нанёс первые поражения двум небитым проспектам, Рональду Джонсону (6-0) и Джеймсу Контимену (8-0).
В 2006 году Бун свёл вничью бой с небитым ранее Луаном Саймоном (13-0-1). В этом же году проиграл по очкам Жану Паскалю и Энрике Орнеласу.
В 2007 году Бун проиграл по очкам Кёртису Стивенсу, Брайану Вере, и нанёс первое поражение Джеймсу Джонсону (7-0).
С 2007 по 2009 год не проводил боёв. В 2009 году нокаутировал Келвина Грина (20-3-1), и проиграл 5 поединков подряд по очкам.

### Первый бой с Адонисом Стивенсоном
16 апреля 2010 году Бун встретился с восходящим проспектом, Адонисом Стивенсоном (13-0). Бой начался плохо для Буна. В 1 раунде он уже дважды оказывался на канвасе. Но во 2 раунде Буну удалось поймать встречной атакой своего оппонента. В итоге Буну удалось сотворить сенсацию, победив во 2 раунде ранее непобеждённого Стивенсона.
После сенсационной победы над Стивенсоном, Бун свёл вничью бой с небитым проспектом Ленноксом Аленом (12-0).

### Первый бой с Сергеем Ковалёвым
9 октября 2010 году Бун вышел на ринг с российским нокаутёром, Сергеем Ковалёвым. Бой вышел достаточно конкурентным, хотя фаворитом боя и считался Сергей Ковалёв. Побывав в нокдауне в 7-м раунде 8-раундового поединка Ковалёв смог всё-таки добиться победы раздельным решением. Два судьи 75-76 в пользу Ковалёва, и один 76-75 в пользу Буна. После боя Ковалёв сказал: «Бун оказался не таким простым бойцом, честно скажу, я неправильно подошёл к бою в целом, не воспринимал его всерьёз. Я приобрёл огромный опыт, проведя такой поединок, теперь мой подход к следующим боям будет иным.»
В следующем бою, который прошёл в декабре 2010 года, Бун проиграл нокаутом в 1-м раунде мексиканцу Марко Антонио Перибану. Это стало вторым досрочным поражением в карьере Буна.
А уже в марте 2011 года Бун снова совершил сенсацию, победил по очкам небитого американского проспекта, Вилли Монро-младшего (10-0).

### Второй бой с Сергеем Ковалёвым
1 июня 2012 состоялся второй бой Дарнелла Буна и Сергея Ковалёва. Фаворитом, как и в прежнем поединке считался Ковалёв, что он и подтвердил. Буну не удалось ничего противопоставить Сергею, и Дарнелл потерпел поражение техническим нокаутом во 2 раунде.

### Второй бой с Адонисом Стивенсоном
22 марта 2013 состоялся реванш Буна и Стивенсона. Данный бой не был обязательным для Стивенсона, ведь он уже должен был встретиться с чемпионом мира по версиям WBC и журнала The Ring, но перед выходом на чемпионский бой, Стивенсон решил закрыть досадное поражение их первого боя. В этот раз Буну не удалось одолеть Стивенсона. Он проиграл ему нокаутом в 6 раунде. И потерпел 21 поражение в своей карьере.
В ноябре 2013 года Бун свёл вничью бой с небитым Морганом Фитчем (11-0).

## Результаты боёв
В таблице перечислены результаты всех поединков боксёров.
В каждой строке указан результат поединка. Дополнительно номер поединка обозначен цветом, который обозначает итог поединка. Расшифровка обозначений и цветов представлена в нижеследующей таблице.
| Пример | Расшифровка                     |
| ------ | ------------------------------- |
|        | Победа                          |
|        | Ничья                           |
|        | Поражение                       |
|        | Планируемый поединок            |
|        | Поединок признан несостоявшимся |
| КО     | Нокаут                          |
| ТКО    | Технический нокаут              |
| PTS    | Решение судей (по очкам)        |
| UD     | Единогласное решение судей      |
| MD     | Решение большинства судей       |
| SD     | Раздельное решение судей        |
| RTD    | Отказ от продолжения боя        |
| DQ     | Дисквалификация                 |
| NC     | Поединок признан несостоявшимся |

| Бой | Рекорд      | Весовая категория | Дата             | Возраст                      | Соперник                     | Возраст соперника            | Место боя                                                               | Результат      | Данные о бое                                                                                              |
| --- | ----------- | ----------------- | ---------------- | ---------------------------- | ---------------------------- | ---------------------------- | ----------------------------------------------------------------------- | -------------- | --- |
| 55  | 24(13)-25-6 | Первая тяжёлая    | 27 апреля 2024   | 44 года 3 месяца и 6 дней    | Джо Джонс (14-10)            | 29 лет 1 месяц и 4 дня       | Metro Plex Center, Янгстаун, США                                        | MD4 (4)        | |
| 54  | 24(13)-25-5 | Полутяжёлая       | 28 сентября 2019 | 39 лет 8 месяцев и 7 дней    | Артур Зиятдинов (10-0)       | 23 года 2 месяца и 27 дней   | Montreal Casino, Монреаль, Канада                                       | UD8 (8)        | 73-79 73-79 74-78.                                                                                        |
| 53  | 24(13)-24-5 | Первая тяжёлая    | 21 ноября 2018   | 38 лет и 10 месяцев          | Ламонт Каперс (9-13-4)       | 27 лет 7 месяцев и 16 дней   | , St. Lucy's Palermo Hall, Янгстаун, США                                | MD6 (6)        | |
| 52  | 24(13)-24-4 |                   | 19 августа 2017  | 37 лет 6 месяцев и 29 дней   | Хорхе Леаль (14-6-1)         | 43 года 1 месяц и 6 дней     | Росарито, Мексика                                                       | TKO1 (6) 1:02  | |
| 51  | 23(12)-24-4 | Первая тяжёлая    | 25 февраля 2017  | 37 лет 1 месяц и 4 дня       | Рамон Луис Николас (9-2)     | 25 лет 3 месяца и 16 дней    | Blaine Sports Center, Блейн, Миннесота, США                             | UD8 (8)        | 73-79 73-79 74-78.                                                                                        |
| 50  | 23(12)-23-4 | Вторая средняя    | 12 марта 2016    | 36 лет 1 месяц и 20 дней     | Шиллер Ипполит (19-1)        | 29 лет 9 месяцев и 16 дней   | Olympia Theatre, Монреаль, Квебек, Канада                               | UD10 (10)      | 93-95 93-95 93-96.                                                                                        |
| 49  | 23(12)-22-4 | Полутяжёлая       | 12 декабря 2015  | 35 лет 10 месяцев и 21 день  | Джимми Кэмпбелл (11-10)      | 38 лет 1 месяц и 9 дней      | Sparta Training Academy, Фишерс, Индиана, США                           | KO2 (6) 0:37   | |
| 48  | 22(11)-22-4 | Полутяжёлая       | 22 августа 2015  | 35 лет 7 месяцев и 1 день    | Самюэль Миллер (29-11)       | 35 лет 11 месяцев и 4 дня    | Trade Winds Resort, Сент-Питерсберг, Флорида, США                       | TKO5 (8) 1:32  | |
| 47  | 21(10)-22-4 | Средняя           | 22 мая 2015      | 35 лет 4 месяца и 1 день     | Ариф Магомедов (14-0)        | 22 года 9 месяцев и 18 дней  | The D Hotel & Casino, Лас-Вегас, Невада, США                            | TKO1 (8) 2:37  | Бун в нокдауне в 1 раунде.                                                                                |
| 46  | 21(10)-21-4 | Полутяжёлая       | 18 апреля 2015   | 35 лет 2 месяца и 28 дней    | Филипп Джексон Бенсон (15-1) | 30 лет 7 месяцев и 7 дней    | Valley Forge Casino and Resort, Валлей Форд, Пенсильвания, США          | TKO6 (8) 1:27  | |
| 45  | 20(9)-21-4  | Вторая средняя    | 11 декабря 2014  | 34 года 10 месяца и 20 дней  | Дионосио Миранда (22-9-2)    | 32 года 5 месяцев и 13 дней  | Trade Winds Resort, Сент Питерсберг, Флорида, США                       | KO3 (10) 0:09  | |
| 44  | 19(8)-21-4  | Вторая средняя    | 30 ноября 2013   | 33 года 10 месяца и 9 дней   | Морган Фитч (11-0)           | 30 лет 8 месяцев и 1 день    | Mountaineer Casino Racetrack and Resort, Честер, Западная Виргиния, США | SD6 (6)        | 56-56 58-55 56-57.                                                                                        |
| 43  | 19(8)-21-3  | Полутяжёлая       | 22 марта 2013    | 33 года 2 месяца и 1 день    | Адонис Стивенсон (2) (19-1)  | 35 лет и 6 месяцев           | Bell Centre, Монреаль, Квебек, Канада                                   | KO6 (10) 2:43  | |
| 42  | 19(8)-20-3  | Вторая средняя    | 19 января 2013   | 32 года 11 месяцев и 29 дней | Деррик Вебстер (13-0)        | 31 год 7 месяцев и 10 дней   | Robert Treat Hotel, Ньюарк, Нью-Джерси, США                             | SD6 (6)        | 54-59 57-56 55-59.                                                                                        |
| 41  | 19(8)-19-3  | Полутяжёлая       | 1 июня 2012      | 32 года 11 месяцев и 29 дней | Сергей Ковалёв (2) (17-0-1)  | 29 лет 1 месяц и 29 дней     | Sands Casino Resort, Бетлехем, Пенсильвания, США                        | TKO2 (8) 1:32  | |
| 40  | 19(8)-18-3  | Полутяжёлая       | 21 октября 2011  | 31 год и 9 месяцев           | Дуах Дэвис (19-2-1)          | 30 лет 4 месяца и 16 дней    | Foxwoods Resort, Машантукет Коннектикут, США                            | UD6 (6)        | 55-59 56-58 56-58.                                                                                        |
| 39  | 19(8)-17-3  | Полутяжёлая       | 21 октября 2011  | 31 год и 9 месяцев           | Маркус Дон Халл (11-6)       | 36 лет 9 месяцев и 6 дней    | Buckhead Theatre, Атланта, Джорджия, США                                | TKO1 (6) 0:40  | |
| 38  | 18(7)-17-3  | Средняя           | 29 марта 2011    | 31 год 2 месяца и 8 дней     | Вилли Монро мл. (10-0)       | 24 года 3 месяца и 12 дней   | BB King Blues Club & Grill, Нью-Йорк, Нью-Йорк, США                     | SD8 (8)        | 78-73 77-74 75-76.                                                                                        |
| 37  | 17(7)-17-3  | Вторая средняя    | 3 декабря 2010   | 30 лет 10 месяцев и 12 дней  | Марко Антонио Перибан (9-0)  | 26 лет 1 месяц и 24 дня      | Coliseo Olimpico de la UG, Гвадалахара, Халиско, Мексика                | TKO1 (8) 1:20  | |
| 36  | 17(7)-16-3  | Полутяжёлая       | 9 октября 2010   | 30 лет 8 месяцев и 18 дней   | Сергей Ковалёв (9-0)         | 27 лет 5 месяцев и 7 дней    | Metro Fitness, Атланта, Джорджия, США                                   | SD8 (8)        | Ковалёв в нокдауне в 7 раунде.75-76 75-76 76-75.                                                          |
| 35  | 17(7)-15-3  | Вторая средняя    | 7 августа 2010   | 30 лет 6 месяцев и 17 дней   | Леннокс Аллен (12-0)         | 25 лет 1 месяц и 6 дней      | Aviator Sports Complex, Бруклин, Нью-Йорк, США                          | MD8 (8)        | 76-76 74-78 76-76.                                                                                        |
| 34  | 17(7)-15-2  | Вторая средняя    | 16 апреля 2010   | 30 лет 2 месяца и 23 дня     | Адонис Стивенсон (13-0)      | 32 года 6 месяцев и 25 дней  | Wicomico Civic Center, Солсбери, Мэриленд, США                          | TKO2 (8) 0:17  | Бун 2 раза в нокдауне в 1 раунде.                                                                         |
| 33  | 16(6)-15-2  | Вторая средняя    | 19 марта 2010    | 30 лет 1 месяц и 26 дней     | Брэндон Гонсалес (10-0)      | 25 лет 9 месяцев и 23 дня    | Grand Sierra Resort and Casino, Гранд Театр, Рино, Невада, США          | UD8 (8)        | 74-78 71-80 73-79.                                                                                        |
| 32  | 16(6)-14-2  | Средняя           | 15 января 2010   | 29 лет 11 месяцев и 25 дней  | Хосе Ангел Родригес (14-1-1) | 30 лет 9 месяцев и 5 дней    | PAL Gym, Йонкерс, Нью-Йорк, США                                         | UD8 (8)        | 73-79 74-78 74-78.                                                                                        |
| 31  | 16(6)-13-2  | Средняя           | 3 октября 2009   | 29 лет 8 месяцев и 12 дней   | Эдвин Родригес (11-0)        | 24 года 4 месяца и 28 дней   | Twin River Event Center, Линкольн, Род-Айленд, США                      | UD8 (8)        | 72-80 73-79 73-79.                                                                                        |
| 30  | 16(6)-12-2  | Первая средняя    | 17 июля 2009     | 29 лет 5 месяцев и 26 дней   | Эрисланди Лара (6-0)         | 26 лет 3 месяца и 6 дней     | Planet Hollywood Resort and Casino, Лас-Вегас, Невада, США              | UD6 (6)        | 55-59 54-60 54-60.                                                                                        |
| 29  | 16(6)-11-2  | Средняя           | 27 июня 2009     | 29 лет 5 месяцев и 6 дней    | Крэйг МакЭван (15-0)         | 27 лет 1 месяц и 14 дней     | Staples Center, Лос-Анджелес, Калифорния, США                           | SD8 (8)        | 73-79 75-77 77-75.                                                                                        |
| 28  | 16(6)-10-2  | Первая средняя    | 29 мая 2009      | 29 лет 4 месяца и 8 дней     | Келвин Грин (20-3-1)         | 31 год 4 месяц и 26 дней     | Belle of Baton Rouge Casino, Батон-Руж, Луизиана, США                   | TKO7 (10) 2:18 | Грин в нокдауне в 7 раунде.                                                                               |
| 27  | 15(5)-10-2  | Вторая средняя    | 4 апреля 2009    | 29 лет 2 месяца и 13 дней    | Луис Турнер (12-2)           | 28 лет и 2 дня               | Convention Center, Виксберг, Миссисипи, США                             | MD10 (10)      | 99-93 96-94 95-95.                                                                                        |
| 26  | 14(5)-10-2  | Вторая средняя    | 15 июня 2007     | 27 лет 4 месяца и 25 дней    | Брайан Вера (13-0)           | 25 лет 5 месяцев и 18 дней   | Chevrolet Centre, Янгстаун, Огайо, США                                  | UD10 (10)      | Бой за титул интерконтинентального чемпиона мира по версии IBA, 1-я защита Веры.94-95 92-97 92-97.        |
| 25  | 14(5)-9-2   | Вторая средняя    | 22 марта 2007    | 27 лет 2 месяца и 1 день     | Кёртис Стивенс (16-1)        | 22 года и 12 дней            | Hammerstein Ballroom, Нью-Йорк, Нью-Йорк, США                           | UD10 (10)      | 89-100 89-100 89-100.                                                                                     |
| 24  | 14(5)-8-2   | Полутяжёлая       | 3 февраля 2007   | 27 лет и 13 дней             | Джеймс Джонсон (7-0)         | 23 года 11 месяцев и 13 дней | Silver Spurs Arena, Киссимми, Флорида, США                              | UD4 (4)        | 39-37 39-37 39-37.                                                                                        |
| 23  | 13(5)-8-2   | Вторая средняя    | 15 декабря 2006  | 26 лет 10 месяцев и 25 дней  | Хесус Гонсалес (19-1)        | 22 года 2 месяцев и 12 дней  | Grand Plaza Hotel, Хьюстон, Техас, США                                  | UD8 (8)        | 73-78 74-77 75-76.                                                                                        |
| 22  | 13(5)-7-2   | Вторая средняя    | 1 декабря 2006   | 26 лет 10 месяцев и 11 дней  | Норман Джонсон (4-22-1)      | 39 лет 11 месяцев и 28 дней  | Club Europe, Доравилл Джорджия, США                                     | TKO2 (4)       | |
| 21  | 12(4)-7-2   | Вторая средняя    | 2 ноября 2006    | 26 лет 9 месяцев и 12 дней   | Вильям Джонсон (7-8-1)       | 26 лет 3 месяца и 24 дня     | Chevrolet Centre, Янгстаун, Огайо, США                                  | UD4 (4)        | 40-35 40-35 39-36.                                                                                        |
| 20  | 11(4)-7-2   | Вторая средняя    | 6 октября 2006   | 26 лет 8 месяцев и 15 дней   | Маркус Брукс (6-2)           | 22 года 1 месяц и 18 дней    | Club Europe, Атланта, Джорджия, США                                     | UD4 (4)        | |
| 19  | 10(4)-7-2   | Вторая средняя    | 15 сентября 2006 | 26 лет 7 месяцев и 25 дней   | Фернандо Цунига (23-8)       | 33 года 7 месяцев и 13 дней  | Omega Products International, Корона Калифорния, США                    | MD8 (8)        | 72-80 74-78 76-76.                                                                                        |
| 18  | 10(4)-6-2   | Вторая средняя    | 23 июня 2006     | 26 лет 5 месяцев и 2 дня     | Жан Паскаль (12-0)           | 23 года 7 месяцев и 26 дней  | Uniprix Stadium, Монреаль, Квебек, Канада                               | UD10 (10)      | Бой за вакантный титул чемпиона мира по версии TAB.90-100 91-99 92-98.                                    |
| 17  | 10(4)-5-2   | Вторая средняя    | 28 апреля 2006   | 26 лет 3 месяца и 7 дней     | Лауджан Симон (13-0-1)       | 27 года 2 месяца и 3 дня     | Мохеган Сан, Анкасвилл, Коннектикут, США                                | PTS6 (6)       | 56-58 57-57 58-56.                                                                                        |
| 16  | 10(4)-5-1   | Средняя           | 31 марта 2006    | 26 лет 2 месяца и 10 дней    | Энтони Томпсон (20-1)        | 24 года 7 месяцев и 13 дней  | Activities Center, Мэйвуд, Калифорния, США                              | UD10 (10)      | С обоих боксёров снято по очку в 8 раунде. С Томпсона за клинчи. С Буна за низкий удар.90-99 90-98 90-98. |
| 15  | 10(4)-4-1   | Вторая средняя    | 3 марта 2006     | 26 лет 1 месяц и 10 дней     | Энрике Орнелас (22-2)        | 25 лет 5 месяцев и 14 дней   | Pechanga Resort & Casino, Темекьюла, Калифорния, США                    | UD8 (8)        | 73-79 75-77 75-77.                                                                                        |
| 14  | 10(4)-3-1   | Вторая средняя    | 18 февраля 2006  | 26 лет и 28 дней             | Рашим Браун (17-2)           | 29 лет 10 месяцев и 10 дней  | Мохеган Сан, Анкасвилл, Коннектикут, США                                | UD10 (10)      | 99-91 98-92 97-93.                                                                                        |
| 13  | 9(4)-3-1    | Вторая средняя    | 3 февраля 2006   | 26 лет и 13 дней             | Джеймс Кантриман (8-0)       | 25 лет 1 месяц и 15 дней     | Orleans Hotel & Casino, Лас-Вегас, Невада, США                          | UD6 (6)        | 58-56 59-55 60-54.                                                                                        |
| 12  | 8(4)-3-1    | Средняя           | 13 января 2006   | 25 лет 11 месяцев и 23 дня   | Вилли Ли (14-3)              | 25 лет и 10 месяцев          | A La Carte Event Pavilion, Тампа, Флорида, США                          | UD6 (6)        | 58-54 58-55 60-52.                                                                                        |
| 11  | 7(4)-3-1    | Полутяжёлая       | 16 декабря 2005  | 25 лет 10 месяцев и 25 дней  | Рональд Джонсон (6-0)        | 20 лет 1 месяц и 10 дней     | Gray’s Armory, Кливленд, Огайо, США                                     | MD6 (6)        | |
| 10  | 6(4)-3-1    | Средняя           | 19 ноября 2005   | 25 лет 9 месяцев и 29 дней   | Андре Уорд (6-0)             | 21 год 8 месяцев и 27 дней   | Rose Garden, Портленд, Орегон, США                                      | UD6 (6)        | Уорд в нокдауне в 4 раунде.55-59 56-58 56-57.                                                             |
| 9   | 6(4)-2-1    | Средняя           | 11 ноября 2005   | 25 лет 9 месяцев и 21 день   | Крис Арчер (4-0)             | 25 лет 5 месяцев и 21 день   | Heinz Field, Питсбург, Пенсильвания, США                                | TKO4 (6)       | |
| 8   | 5(3)-2-1    | Средняя           | 31 августа 2005  | 25 лет 7 месяцев и 10 дней   | Валид Смишет (2) (12-1-2)    | 26 лет и 14 дней             | Metropolis, Монреаль, Квебек, Канада                                    | TKO6 (8) 1:58  | |
| 7   | 5(3)-1-1    | Вторая средняя    | 12 августа 2005  | 25 лет 6 месяцев и 22 дня    | Джеймс Норт (7-6)            | 31 год 1 месяц и 27 дней     | Bull and Bear, Бордман, Огайо США                                       | KO3 (6)        | |
| 6   | 4(2)-1-1    | Средняя           | 24 мая 2005      | 25 лет 4 месяца и 3 дня      | Уолтер Райт (5-1)            | 24 года 3 месяца и 4 дня     | Northern Quest Casino, Airway Heights, Вашингтон, США                   | UD8 (8)        | 73-79 74-78 72-80.                                                                                        |
| 5   | 4(2)-0-1    | Средняя           | 26 февраля 2005  | 25 лет 1 месяц и 5 дней      | Валид Смишет (8-1-1)         | 25 лет 6 месяцев и 9 дней    | Casino Lac Leamy, Халл, Квебек, Канада                                  | PTS4 (4)       | 38-38 38-38 37-39.                                                                                        |
| 4   | 4(2)-0      | Средняя           | 24 ноября 2004   | 24 года 10 месяцев и 3 дня   | Алекс Блэк (2-3)             | 35 лет 9 месяцев и 13 дней   | Byzantine Center, Янгстаун, Огайо, США                                  | TKO2 (6) 3:00  | Угол Блэка снял своего бойца.                                                                             |
| 3   | 3(1)-0      | Средняя           | 29 сентября 2004 | 24 года 8 месяцев и 8 дней   | Майкл Раш (1-4-1)            | 38 лет 3 месяцев и 26 дней   | 115 Bourbon Street, Merrionette Park, Иллинойс, США                     | TKO1 (4) 2:56  | |
| 2   | 2(0)-0      | Вторая средняя    | 2 июля 2004      | 24 года 5 месяцев и 11 дней  | Шон Вильямс (1-1)            | 25 лет 11 месяцев и 29 дней  | Field House, Струтерс, Огайо США                                        | PTS4 (4)       | |
| 1   | 1(0)-0      | Полутяжёлая       | 21 мая 2004      | 24 года и 4 месяца           | Джей Холланд (0-2)           | 27 лет и 4 месяца            | Byzantine Center, Янгстаун, Огайо, США                                  | UD4 (4)        | |
| Бой | Рекорд      | Весовая категория | Дата             | Возраст                      | Соперник                     | Возраст соперника            | Место боя                                                               | Результат      | Данные о бое                                                                                              |